# Shigeru Tonomura
Shigeru Tonomura (外村 繁, Tonomura Shigeru, 23 décembre 1902 - 28 juillet 1961) est un romancier japonais de « romans « je» ». Le kanji de son véritable nom est 外村 茂, mais sa lecture est semblable à celle de son nom de plume.

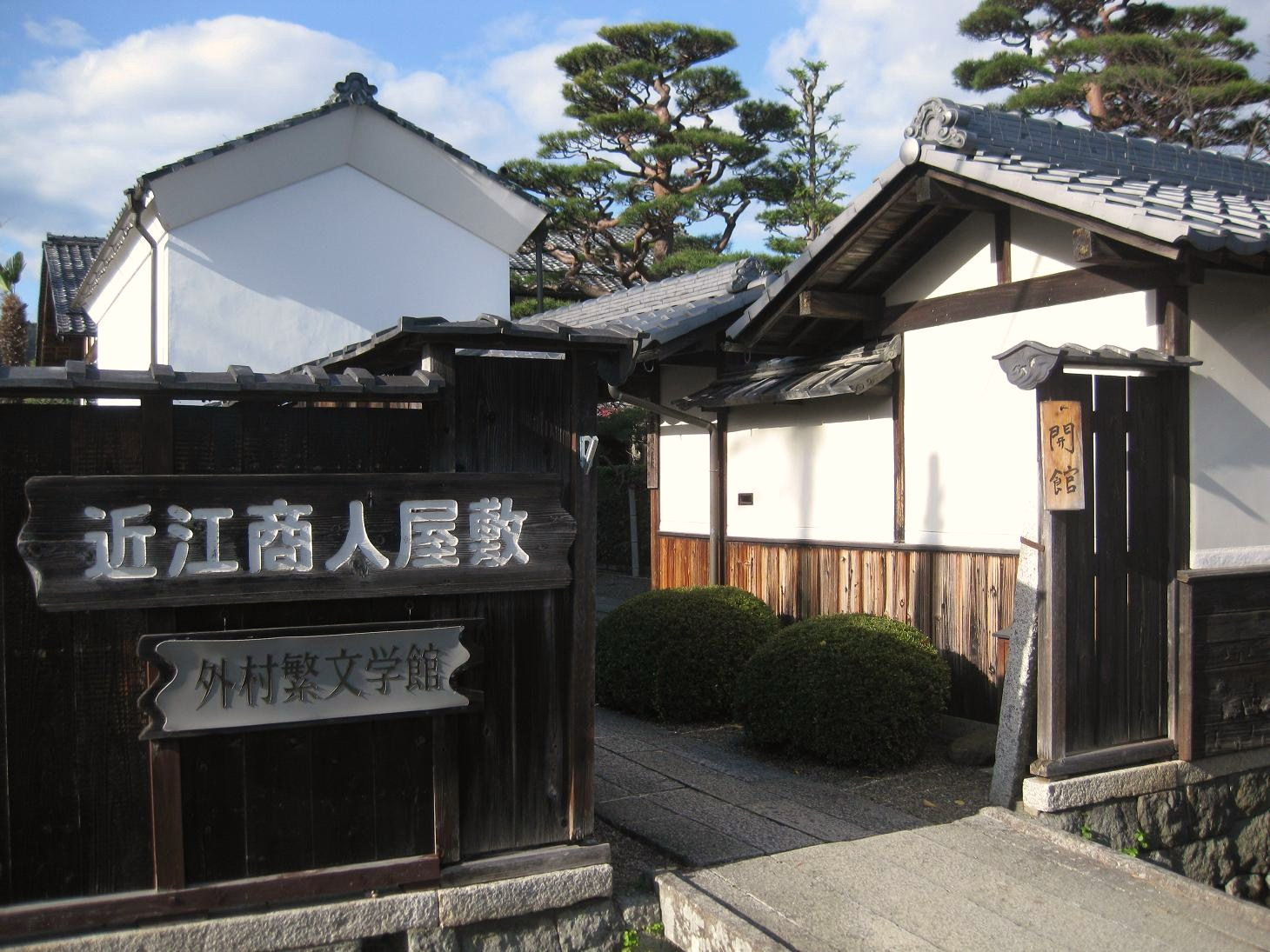
Maison de Tonomura, à présent un musée

Tonomura est originaire d'une famille conservatrice de commerçants de la préfecture de Shiga, élevé par des parents adeptes du bouddhisme de la Terre Pure. Après l'obtention de son diplôme d'économie de l'université de Tokyo, il reprend l'entreprise familiale en tant que négociant en gros de coton. Sa maison de Gokashōkondō-chō, Higashiōmi, est à présent un musée qui présente la vie commerçante de la province d'Ōmi.
En 1933 Tonomura cède le contrôle de l'affaire familiale à son frère et commence à écrire sérieusement. Il est lauréat en 1956 du prix Noma pour Ikada (筏) et du prix Yomiuri en 1960 pour Miotsukushi (澪標). Tonomura est proche ami de Motojirō Kajii.

## Ouvrages
- 1933 U no monogtari (鵜の物語)
- 1935-1938 Kusa ikada (草筏)
- 1949 Mugen houyou (夢幻泡影)
- 1949 Haru no yoru no yume (春の夜の夢)
- 1950 Mogami-gawa (最上川)
- 1953 Aka to kuro (赤と黒)
- 1954 Yūbae (夕映え)
- 1954-56 Ikada (筏)
- 1954 Iwa no aru niwa no fūkei (岩のある庭の風景)
- 1957-58 Hana ikada (花筏)
- 1960 Yoiyume mōmō (酔夢朦朦)
- 1960 Miotsukushi (澪標)
- 1960 Rakujitsu no Kōkei (落日の光景)
- 1960-61 Nurenizo nureshi (濡れにぞ濡れし)
- 1991 Hi o oshimu (日を愛しむ)

## Source de la traduction
- (en) Cet article est partiellement ou en totalité issu de l’article de Wikipédia en anglais intitulé « Shigeru Tonomura » (voir la liste des auteurs).